# Irmina Kosmala
Irmina Kosmala (ur. 24 grudnia 1976 w Gnieźnie) – polska pisarka, publicystka, dziennikarka, animatorka kultury i redaktorka, krytyczka literacka i teatralna.

## Życiorys
Absolwentka studiów magisterskich filologii polskiej oraz filozofii w Uniwersytecie im. Adama Mickiewicza w Poznaniu, jest redaktorką naczelną ogólnopolskiego medium literackiego Kuźnia Literacka oraz redaktorką działu recenzji ogólnopolskiego pisma kulturalnego Zeszyty Poetyckie, za krytykę literacką laureatka kolejnego etapu Nagrody Ambasador Nowej Europy, członkini Stowarzyszenia Pisarzy Polskich.

## Twórczość literacka i krytyczna
Kosmala zadebiutowała w 2020 powieścią Złuda, która spotkała się z pozytywnym odbiorem w środowisku literackim. W 2024 opublikowała pod redakcją Dawida Junga kolejną powieść pt. Krótka historia nikczemności, ze wstępem filozoficznym prof. Romana Kubickiego.
Ważnym elementem jej twórczości jest także krytyka literacka, w szczególności książka Itinerarium, czyli przewodnik dla podróżnych (2023), która została opatrzona wstępem filozoficznym prof. Antoniego Siemianowskiego oraz otrzymała nagrodę Stowarzyszenia Dziennikarzy Polskich (laucjację dla Irminy Kosmali napisał dr Wiesław Kot).
W obszarze literatury faktu wyróżnia się Dziennik pandemiczny, a jej wkład w literaturę poetycką to m.in. redakcja antologii poezji Antologia poetów gnieźnieńskich oraz udział jako poetki w antologii polsko-ukraińskiej Kto Wam pozwolił tak pięknie żyć, w przekładzie Switłany Bresławskiej i Bogdany Buczkowskiej (Wyd. Stowarzyszenie Pisarzy Polskich).

## Redakcja i działalność publicystyczna
Pełni funkcję redaktor naczelnej Kuźni Literackiej – ogólnopolskiego czasopisma poświęconego recenzjom i krytyce literackiej, promującego współczesną literaturę polską. Jest również redaktorką Zeszytów Poetyckich, a jako krytyczka i recenzentka współpracuje m.in. z czasopismami Recogito i Latarnia Morska. Dzięki swojej działalności redaktorskiej i publicystycznej Kosmala stała się jedną z ważniejszych postaci promujących polską literaturę.

## Działalność kulturalna i społeczna
Aktywnie uczestniczy w organizacji i prowadzeniu licznych festiwali literackich, takich jak Międzynarodowy Festiwal Festa Fatuorum, Noc Poetów, Festiwal Literacki PreTeksty oraz Literatura do Poznania SPP. Jest współautorką gnieźnieńskich dyktand ortograficznych „O złotą stalówkę” oraz inicjatorką comiesięcznych spotkań literackich.
W sferze teatralnej działa jako scenarzystka i reżyserka, angażując się m.in. w tworzenie spektakli teatralnych dla szkół. Przykładem jej pracy jest sztuka teatralna oparta na życiu księdza majora Mateusza Zabłockiego, którą wystawił Teatr im. Aleksandra Fredry w Gnieźnie. Kosmala realizuje także projekty terapeutyczne, takie jak autorska bajkoterapia dla dzieci i dorosłych.

## Nagrody i wyróżnienia
Została nagrodzona m.in.: Nagrodą im. Wojciecha Dolaty, Medalem Milenium Zjazdu Gnieźnieńskiego, Nagrodą Kulturalną Miasta Gniezna (2021) oraz Medalem Gaude Mater Polonia (2022). Otrzymała również wiele wyróżnień literackich i pełniła funkcję jurorki w Kapitule Nagrody im. Anny Piskurz, jednego z najważniejszych konkursów literackich dla młodzieży

## Członkostwo i działalność w organizacjach
Jest aktywną członkinią wielu organizacji literackich i kulturalnych, w tym Stowarzyszenia Dziennikarzy Polskich, Międzynarodowa Federacja Dziennikarzy IFJ w Brukseli, Stowarzyszenia Konfraternia Teatralna oraz Koła Młodych przy Stowarzyszeniu Pisarzy Polskich w Poznaniu. Zasiada również w Kapitule Nagrody Kulturalnej Miasta Gniezna oraz w Kapitule Nagrody im. Anny Piskurz